# درمانده (ترانه)
«درمانده» (به انگلیسی: Basket Case) ترانه‌ای از گروه راک گرین دی است. این یکی از قطعه‌های سومین آلبوم استودیویی گروه با نام دوکی (۱۹۹۴) بود که در اوت همان‌سال در قالب سومین تک‌آهنگ آن آلبوم هم منتشر شد.
«درمانده» در زمان انتشارش در ایالات متحده برای ۲۴ هفته جزو پرفروش‌ترین ترانه‌های آلترناتیو بود و به مدت ۵ هفته صدرنشین آن جدول بود. این ترانه باعث شد گرین دی در مرکز توجه‌ها قرار بگیرد و با وجود محتوای تاریکش یکی از موفق‌ترین قطعه‌های آلبوم دوکی بود. «درمانده» یکی از قطعه‌های تأثیرگذار پاپ پانک و پاور پاپ به‌شمار می‌آید که تا مدت‌ها بسیاری گروه‌های دیگر مانند بلینک-۱۸۲ سعی در تقلید و ساخت آثاری مانند آن داشتند.

## محتوا
«درمانده» ترانه‌ای در مورد اختلال ترس است. به گفتهٔ بیلی جو آرمسترانگ (ترانه‌سرا و خواننده) او سال‌های متمادی از این مشکل رنج می‌برده و فکر می‌کرده دارد عقلش را از دست می‌دهد. پیش از آن‌که آرمسترانگ بفهمد این حال بد یک اختلال عصبی است، سعی می‌کرده با ترانه‌نوشتن احساساتش را در مورد آن توضیح بدهد.